# Eden (Dakota del Sur)
Eden es un pueblo ubicado en el condado de Marshall en el estado estadounidense de Dakota del Sur. En el Censo de 2010 tenía una población de 89 habitantes y una densidad poblacional de 223,14 personas por km².

## Geografía
Eden se encuentra ubicado en las coordenadas 45°37′0″N 97°25′11″O / 45.61667, -97.41972. Según la Oficina del Censo de los Estados Unidos, Eden tiene una superficie total de 0.4 km², de la cual 0.4 km² corresponden a tierra firme y (0%) 0 km² es agua.

## Demografía
Según el censo de 2010, había 89 personas residiendo en Eden. La densidad de población era de 223,14 hab./km². De los 89 habitantes, Eden estaba compuesto por el 97.75% blancos, el 0% eran afroamericanos, el 0% eran amerindios, el 0% eran asiáticos, el 0% eran isleños del Pacífico, el 0% eran de otras razas y el 2.25% pertenecían a dos o más razas. Del total de la población el 0% eran hispanos o latinos de cualquier raza.